# Suzanne Duchamp

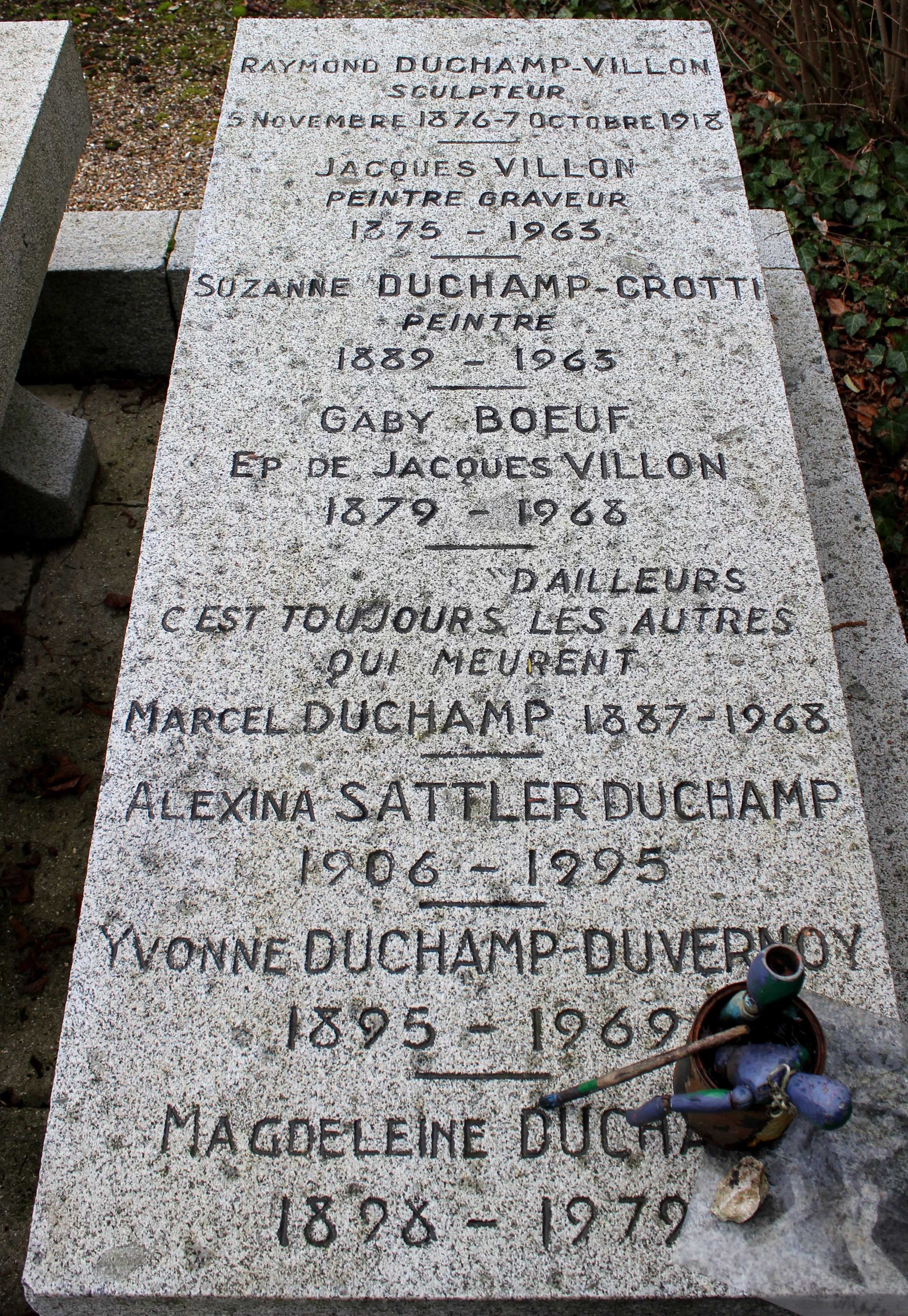
Sepultura de la família Duchamp, cementiri monumental de Rouen

Suzanne Duchamp (Blainville-Crevon, Departement de la Seine-Maritime, 20 octubre de 1889 – Neuilly-sur-Seine, Departement des Hauts-de-Seine, 11 setembre de 1963) fou una pintora dadaista francesa. Nascuda a Blainville-Crevon, Sena Marítim a la regió francesa de l'Alta Normandia, va ser la quarta de sis fills de la família artística d'Eugene i Lucie Duchamp.
Suzanne era la germana més jove de Jacques Villon (pseudòmim de Gaston Duchamp), pintor i estampador, de l'escultor Raymond Duchamp-Villon i del pintor, escultor i escriptor Marcel Duchamp.
Començà els estudis a l'École des Beaux-Arts de Rouen a l'edat de 6 anys. Les seves obres primerenques reflectien el cubisme i l'impressionisme. A 21 anys es va casar amb un farmacèutic local però aviat se'n divorcià, traslladant-se llavors al barri de Montparnasse a Paris per ser a prop del seu germà Marcel i per continuar la seva carrera artística.
A l'edat de 22, va fer la seva primera exposició important al Salon des Indépendants de París.
Després de l'esclat de Primera Guerra Mundial va fer d'infermera a París i no creà pràcticament cap obra fins que el 1916 Jean Crotti retornà a París, portant notícies de Marcel i de l'apassionant art que s'estava fent a Nova York. Després de la guerra, va fer la primera de les seves obres dadaistes.
Acabada el 1919, Multiplication Broken and Restored és un primer exemple del seu treball dadà. La composició conté imatgeria dadaista amb objectes fets per l'home com una torre i un paisatge urbà. Es creu que aquesta peça emana directament de la seva experiència privada més que ser una dura crítica de les normes culturals.
També el 1919 es va casar amb l'artista Jean Crotti, la pintura del qual ella influïria en gran manera. Com a regal de casament, Marcel els va enviar instruccions per un readymade que implicaven penjar un llibre de geometria al porxo i deixar que el vent i la pluja el desfessin gradualment.
Acabada el 1920, la seva obra Ariette of Oblivion in the Thoughtless Chapel és considerada la seva obra dadaista més sòlida amb inscripcions aparentment sense sentit i imatgeria mecànica. Tanmateix, igual com amb Multiplication Broken and Restored, la inspiració per aquesta peça venia de la devoció que va experimentar en la seva relació. Aquest punt de vista personal és contrari al sentiment dadà de criticar les convencions socials i soscavar la cultura.
El 1920 la Suzanne va mostrar moltes de les seves obres al Salon des Indépendants de París, amb Francis Picabia i Crotti.
L'abril del 1921 va exposar amb Crotti al Tabu (a la Galerie Montaigne de París); és a dir unes quantes setmanes abans que el Dada Salon tingués lloc allà mateix.
El 1967, a Rouen, França, el seu germà Marcel va ajudar a organitzar una exposició anomenada Les Duchamp: Jacques Villon, Raymond Duchamp-Villon, Marcel Duchamp, Suzanne Duchamp. Part d'aquesta exposició familiar fou mostrada posteriorment al Musée Nacional d'Art Moderne de París.
Va morir a Neuilly-sur-Seine (Seine-Sant-Denis), França, el 1963.